# Myricaria germanica
La tamerice alpina (Myricaria germanica (L.) Desv., 1825) è una pianta arbustiva della famiglia delle Tamaricaceae. È l'unica specie delle Tamaricaceae autoctona nei paesi dell'Europa centrale.

## Descrizione

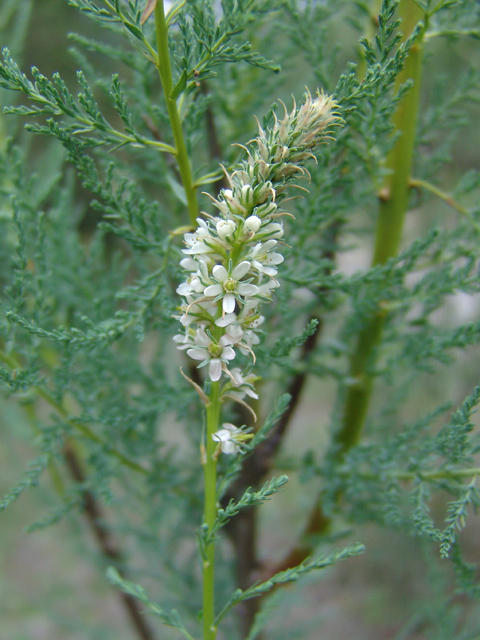
Infiorescenza di tamerice alpina.

La tamerice alpina è una tipica specie pioniera di corsi d'acqua non regimati.
È un arbusto alto fino a 2,5 metri con rami eretti e sottili.
Le foglie sono molto piccole, lunghe da 2 a 5 mm, squamiformi con inserzione alterna, di colore dal verde glauco. L'apparato radicale è forte, ampio e profondo, in grado di consolidare terreni sciolti e incoerenti.
Le infiorescenze sono a forma di pannocchia semplice o ramificata. I singoli fiori sono piccoli e poco appariscenti, di colore dal bianco al rosa chiaro, con 5 (raramente 4) sepali di 3–4 mm di lunghezza, con 5 petali (raramente 4). Il tempo di fioritura va da maggio a settembre, variabile soprattutto in funzione dell'altitudine.
I semi, di colore bruno, sono leggeri (pesano solo 0,065 mg) e vengono diffusi dal vento, grazie alla presenza di peluria che forma un pappo, o anche dall'acqua. La germinazione è molto rapida in presenza di umidità e avviene in presenza di sabbia umida.
È una specie eliofila non tollerante l'ombra, che viene rapidamente sostituita da specie più competitive, come salici e ontani.
È una specie minacciata, in forte contrazione a causa degli interventi umani di regimentazione dei corsi d'acqua.
La sua presenza indica un corso d'acqua, o tratti, con dinamiche fluviali naturali.

## Biologia
L'impollinazione è di solito entomofila, effettuata da insetti che sono attratti dal nettare, ma in caso di pioggia, quando i fiori sono completamente chiusi, può anche avvenire per autoimpollinazione.
Non c'è accordo sull'età massima che può raggiungere questa pianta, vari autori indicano tra i 10 e 70 anni.

## Distribuzione e habitat
L'areale di Myricaria germanica si estende dall'Europa al Pakistan.